# Inesa Kravec'
Inesa Mykolaïvna Kravec' (in ucraino Інеса Миколаївна Кравець?; in russo Инесса Николаевна Кравец?; Inessa Nikolaevna Kravec; Dnipropetrovs'k, 5 ottobre 1966) è un'ex triplista e lunghista ucraina, fino al 1991 sovietica, ex detentrice del record mondiale femminile del salto triplo con 15,50 m (1995).

## Biografia
A seguito di un serio infortunio nel 1997 ha perso un'intera stagione di gare, anno che si va a sommare ai due anni e tre mesi in cui è stata assente delle competizioni per squalifica. Nonostante questi 3 anni e 3 mesi di stop, la Kravec' è riuscita ad aggiudicarsi medaglie in manifestazioni internazionali sia prima che dopo le soste, concludendo la sua carriera a 37 anni, alla fine della stagione 2003. Dopo aver scontato 3 mesi di squalifica per doping nel 1993 e due anni nel 2000, la Kravec' torna in pista, trentasettenne, si aggiudica l'argento ai Mondiali indoor di Birmingham nel 2003.

## Record nazionali

### Seniores
- Salto triplo: 15,50 m (Göteborg, Svezia, 10 agosto 1995)
- Salto triplo indoor: 14,67 m (Mosca, Russia, 27 gennaio 1995)

## Palmarès
| Anno                                      | Manifestazione  | Sede       | Evento         | Risultato | Prestazione | Note                  |
| ----------------------------------------- | --------------- | ---------- | -------------- | --------- | ----------- | --------------------- |
| In rappresentanza dell' Unione Sovietica  |                 |            |                |           |             |                       |
| 1988                                      | Giochi olimpici | Seul       | Salto in lungo | 10ª       | 6,46 m      |                       |
| 1990                                      | Europei         | Spalato    | Salto in lungo | 6ª        | 6,85 m      |                       |
| 1991                                      | Mondiali indoor | Siviglia   | Salto in lungo | 4ª        | 6,71 m      |                       |
| 1991                                      | Mondiali indoor | Siviglia   | Salto triplo   | Oro       | 14,44 m     | Record dei campionati |
| 1991                                      | Universiade     | Sheffield  | Salto in lungo | Oro       | 6,87 m      |                       |
| In rappresentanza della Squadra Unificata |                 |            |                |           |             |                       |
| 1992                                      | Europei indoor  | Genova     | Salto in lungo | 4ª        | 6,57 m      |                       |
| 1992                                      | Europei indoor  | Genova     | Salto triplo   | Oro       | 14,15 m     |                       |
| 1992                                      | Giochi olimpici | Barcellona | Salto in lungo | Argento   | 7,12 m      |                       |
| In rappresentanza dell' Ucraina           |                 |            |                |           |             |                       |
| 1993                                      | Mondiali indoor | Toronto    | Salto in lungo | Bronzo    | 6,77 m      |                       |
| 1993                                      | Mondiali indoor | Toronto    | Salto triplo   | Oro       | 14,47 m     | Record dei campionati |
| 1994                                      | Europei indoor  | Parigi     | Salto in lungo | Bronzo    | 6,72 m      |                       |
| 1994                                      | Europei indoor  | Parigi     | Salto triplo   | 6ª        | 14,32 m     |                       |
| 1994                                      | Europei         | Helsinki   | Salto in lungo | Argento   | 6,99 m      |                       |
| 1994                                      | Europei         | Helsinki   | Salto triplo   | Bronzo    | 14,67 m     |                       |
| 1995                                      | Mondiali        | Göteborg   | Salto in lungo | 10ª       | 6,57 m      |                       |
| 1995                                      | Mondiali        | Göteborg   | Salto triplo   | Oro       | 15,50 m     | Record mondiale       |
| 1996                                      | Giochi olimpici | Atlanta    | Salto in lungo | nm (q)    | nm (q)      |                       |
| 1996                                      | Giochi olimpici | Atlanta    | Salto triplo   | Oro       | 15,33 m     | Record olimpico       |
| 1999                                      | Mondiali        | Siviglia   | Salto triplo   | 22ª       | 13,49 m     |                       |
| 2003                                      | Mondiali indoor | Birmingham | Salto in lungo | Argento   | 6,72 m      |                       |

## Altre competizioni internazionali
1994
- Argento alla Grand Prix Final ( Parigi), salto in lungo - 6,98 m

1995
- Argento alla Grand Prix Final ( Monaco), salto triplo - 14,59 m

1996
- Oro alla Grand Prix Final ( Milano), salto in lungo - 7,07 m